# 29. Infanterie-Division (mot.) (Wehrmacht)
Die 29. Infanterie-Division (29. ID (mot.)), 1943 nach ihrer Neuaufstellung in 29. Panzergrenadier-Division umbenannt, war ein Großverband des Heeres der deutschen Wehrmacht.

## Divisionsgeschichte

### Aufstellung
Die 29. Infanterie-Division wurde unter wesentlicher Beteiligung des alten 15. Infanterie-Regiments der Reichswehr im Oktober 1936 in Erfurt im Wehrkreis IX neu aufgestellt.

## 29. Infanterie-Division (mot.)
Im Herbst 1937 wurde die Infanterie-Division motorisiert, d. h. mit Lastkraftwagen ausgestattet, und fortan als 29. Infanterie-Division (motorisiert) bezeichnet.
Die Mobilmachung erfolgte am 24. August 1939.

### Polenfeldzug
Während des Angriffskriegs gegen Polen war die 29. Infanterie-Division (mot.) als Teil des XIV. Armeekorps (mot.) der 10. Armee an der Einkesselung polnischer Streitkräfte bei Radom beteiligt.

### Kriegsverbrechen in Ciepielów
Durch Angehörige der Division wurde das Massaker von Ciepielów verübt.

### Westfeldzug
Als Teil der 16. Armee nahm die Division am Westfeldzug teil. Sie rückte in die Nähe des Ärmelkanals vor und war bei der Schlacht von Dünkirchen in der strategischen Reserve. Später unternahm sie mit der Panzergruppe von Heinz Guderian einen schnellen Vorstoß ins östliche Frankreich.

### Besatzungstruppe in Frankreich
Als Besatzungstruppe blieb sie bis zum Frühsommer 1941 dort stationiert.

### Unternehmen Barbarossa
Im Verband der Panzergruppe 2 war die 29. Infanterie-Division (mot.) seit dem 22. Juni 1941 am Angriff auf die Sowjetunion beteiligt. Sie wurde in die Kesselschlachten von Minsk, Smolensk und Brjansk verwickelt und unterstützte Guderians Panzereinheiten bei Tula. Bei der Schlacht um Tula erlitt die Division große Verluste und verlor viele Fahrzeuge.

### 1942
In der ersten Jahreshälfte 1942 war die 29. Infanterie-Division (mot.) bei Orel im Einsatz. Ab Juni folgte der Vormarsch über Charkow an den Donbogen bis kurz vor Stalingrad (vgl. Fall Blau).
Im Juli 1942 erhielt die Division eine Zuteilung neuer Ausrüstung für die eigene Panzerjäger-Abteilung. Es wurden zwölf Sd.Kfz. 132, also Panzerjäger-Selbstfahrlafette I für 7,62-cm-Pak 36 „Marder II“, vom Heereszeugamt übernommen.
Die 29. ID (mot.) war gemäß zeitgenössischen Darstellungen (siehe z. B. Memoiren des Generalobersten Heinz Guderian) eine der besten mobilen Divisionen der Wehrmacht.

### Schlacht um Stalingrad
Während der Schlacht von Stalingrad zeichneten sich die Panzergrenadiere der 29. Infanterie-Division (mot.) durch die Eroberung des Getreidesilos im September 1942 (s. Angriff auf Stalingrad) aus und erlitten in den Nahkämpfen im Inneren des Gebäudes schwere Verluste. Am 28. Dezember 1942 waren noch sechs der acht Bataillone einsatzfähig, die eingeschlossene Division verfügte noch über 30 Artilleriegeschütze, aber nur wenige Panzerabwehrwaffen. Am 21. Januar 1943 wurden die Reste der Division in Stalingrad von der 21. Armee der Roten Armee vollständig vernichtet.
Ab dem 3. September 1942 marschierte die 29. ID (mot.) unter Generalmajor Max Fremerey in Richtung Südstadt von Stalingrad. Der Angriff begann aus Richtung der Bahnstation Woroponowo, nordöstlich von Elchi und hatte zum Ziel, das Wolgaufer zu erreichen und die 62. und 64. Armee zu spalten, wobei sich Letztere im Raum Elschanka, Sadowaja-Station und Kuporosnoe konzentrierte. Am 3. September wurden die Verteidigungslinien der 33. Gardeschützen-Division überrannt und die östlichen Zugänge auf Pelschanka genommen. Damit war der Südwestsektor der Stadtverteidigung von Stalingrad stark bedroht. Am 4. September zwangen die 29. ID (mot.) und 94. Infanterie-Division die 157. und 29. Schützen-Division sowie die 154. Marineinfanterie-Brigade dazu, die Gegend um Elchi zu räumen. In der Nacht vom 4. auf den 5. September 1942 begann die Rote Armee unter massiven Beschuss aus Katjuscha-Raketenwerfern eine Gegenoffensive in diesem Sektor, die jedoch schnell wieder zusammenbrach. Der Geländegewinn der 29. ID (mot.) und 24. PD verlangsamte sich zusehends, auch nahm der sowjetische Widerstand zur Wolga hin kontinuierlich zu. Der Kommandeur des XXXXVIII. Panzerkorps, General Kempf, gruppierte seine Angriffsverbände um und bildete aus 29. ID (mot.) und 24. PD gemischte Kampfgruppen, die bei Peschanka gegen Kräfte der 204. und 126. Schützen-Division in harte Gefechte verwickelt wurden, dabei wurden 18 Panzer vernichtet. Südlich der Zariza versuchte die 4. Panzerarmee immer wieder in den südlichen Verteidigungsgürtel Stalingrads einzudringen. Die 29. ID (mot.) stieß südwestlich von Kuporosnoe vor und vertrieb einen großen Verband der 64. Armee aus Staro-Dubowka. In der Nähe des Brückenkopfs Werchnjaja Elschanka gerieten die Panzergrenadiere in die ersten Häuserkämpfe mit Elementen der 35. Gardeschützen-Division. Am 10. September wurde das Westufer der Wolga erreicht, ein kombinierter Angriff mit der 14. PD südlich der Vorstadt Minnina vertrieb die 131. Schützen-Division aus dem Kolchos Gornaja Poljana und die 35. Gardeschützen-Division musste ihre Verteidigungsstellungen bei Kuporosnoe abermals nach innen verschieben. In der Nacht vom 10. auf den 11. September fanden in diesem Sektor geballte sowjetische Gegenangriffe statt und vernichteten den Brückenkopf der Panzergrenadiere, bevor Verstärkung eintreffen konnte. In den offiziellen Mitteilungen wurde das Erreichen der Wolga bereits als bevorstehender Sieg über Stalingrad dargestellt. Der Befehlshaber der Heeresgruppe B, Generaloberst Weichs, befahl der 4. Panzerarmee, die Stadt „Stück für Stück“ zu nehmen.

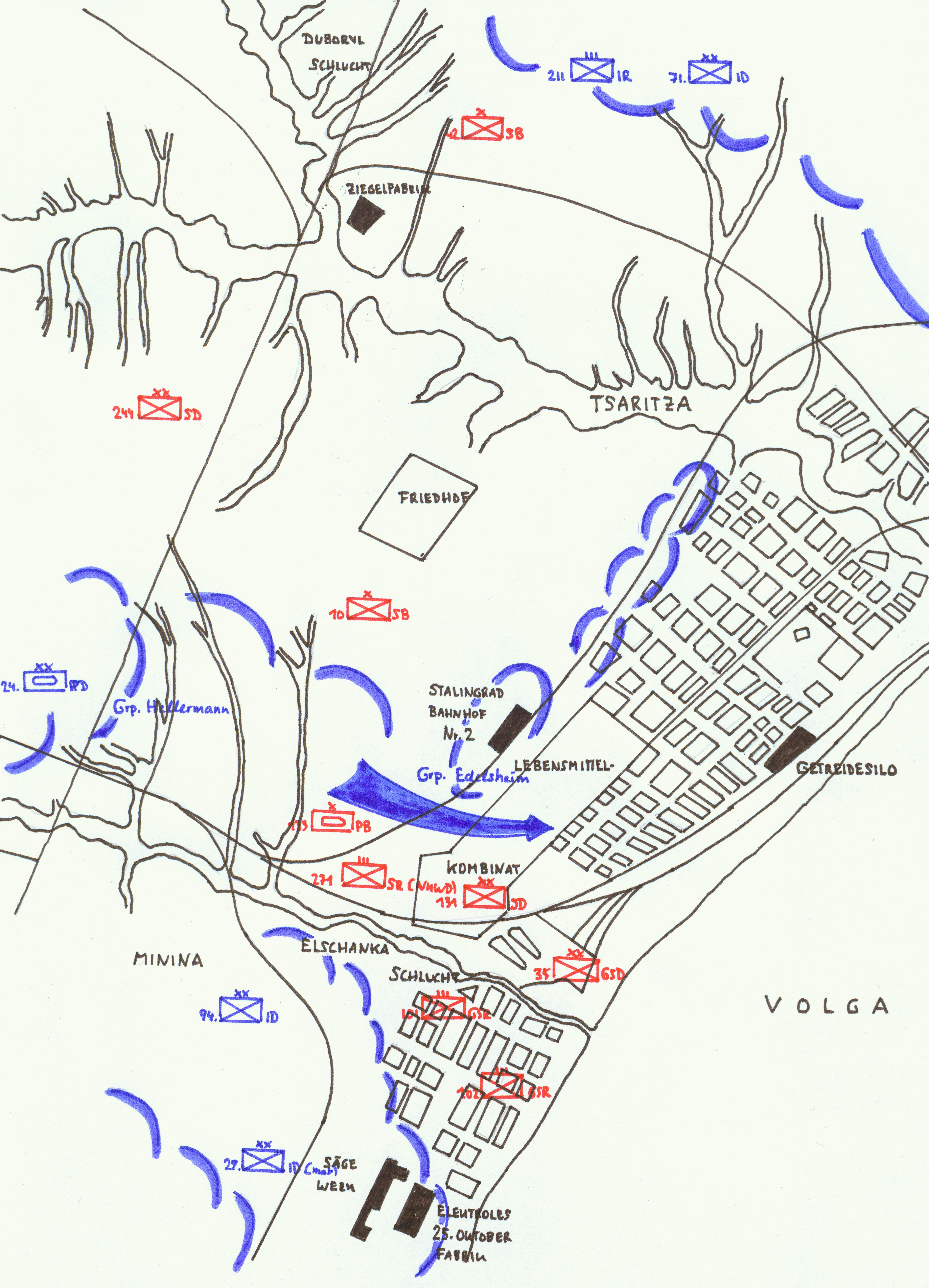
Stalingrad Südstadt Vormarsch auf das Getreidesilo am 15. September 1942

Am 12. September 1942 erreichte die Schlacht um die Stalingrader Vororte den Höhepunkt und konzentrierte sich auf einen 1,5 bis 3 km breiten Abschnitt im Norden und an den westlichen Ausläufern der in die Wolga mündenden Balkas. Für eine Zeit lang blieb der Angriff der 24. PD, 94. ID und 29. ID (mot.) stehen, da der Gegner sich mit neu eingetroffenen Panzern verstärkte. Am Vorabend des 13. Septembers 1942 war der Kampf um die Vororte praktisch beendet und Friedrich Paulus befahl seiner 80.000 Mann starken Streitkraft (389. ID, 295. ID, 71. ID, 94. ID, 24. PD, 14. PD und 29. ID (mot.)), Stalingrad zu nehmen. Der Angriff für die 4. Panzerarmee/XXXXVIII. Panzerkorps wurde auf den 15. September 1942 gelegt, während der Einbruch in Stalingrad-Mitte durch das LI. Armeekorps bereits am 13. September erfolgte. Das XXXXVIII. Panzerkorps sollte den Raum bei Elschanka, Minnina und Kuporosnoe erobern, die 29. ID (mot.) hatte ihren Schwerpunkt in den letzten beiden Orten. Der Südwesten von Minnina wurde gegen den erbitterten Widerstand der 35. Gardeschützen-Division (Dubyanski), 271. Schützen-Regiment (10. NKWD-Division) und Verstärkungen aus Pesochins 131. Schützen-Division eingenommen. Es ist Dubjanskis Gardeschützen, welche den Vormarsch der 29. ID (mot.) von Süden auf das Stadtzentrum her entscheidend aufhielten, zu verdanken, dass Stalingrad nicht bereits am 14. September fiel. Erst am Abend dieses Tages wurde das Ausmaß des Gemetzels an der Roten Armee bekannt. Am 16. September 1942 entwickelten sich an der Elschankamündung harte Kämpfe zwischen den Gardeschützen und Panzergrenadieren mit dem Ergebnis, dass sich die Überreste der 62. und 64. Armee auf einen schmalen Uferstreifen zwischen Elschanka und Zariza zurückzogen. Die zahlenmäßig geringen deutschen Infanterieverbände waren weder in der Lage den Gegner vollständig einzukesseln und zu vernichten, noch die taktisch wichtigen Gebäude in der Südstadt zu besetzen. Die Rote Armee nutze diese Situation und bemächtigte sich mit kleinen Einheiten in Gruppen- bis Kompaniestärke dieser Gebäude. Zu einigen diesen Gebäuden gehörte das Getreidesilo, die Konserven- und die Holzfabrik.
Die 29. ID (mot.) erhielt den Auftrag, Dubjanskis Gardeschützen und zwei Regimenter aus Pesochins 131. Schützen-Division zu vernichten, die sich in der Holzfabrik und dem Elektroles Elektrizitätswerk verschanzt hatten. Der Widerstand war wesentlich härter als erwartet, dabei wurde auch um die Eisenbahnbrücke am Elschankafluss und den Südbahnhof Stalingrad 2 gekämpft. Am 17. September 1942 war der Nordbereich der Holzfabrik und das Elektrizitätswerk freigekämpft. Der Vormarsch im Süden löste sich in eine Reihe von lokalen, verstreut liegenden Einzelgefechten um taktisch wichtige Gebäudekomplexe wie das Getreidesilo, die umliegenden Gebäude um den Südbahnhof, das dichte Netzwerk von Häusern östlich der Eisenbahnlinie und südlich der Zariza, die Konservenfabrik und einige Gebäude auf der westlichen Elschankaseite auf. Die Abwehrtaktik der Roten Armee in den Häuserfestungen, teilweise nur mit 2 bis 5 Soldaten, war sehr erfolgreich, um der 4. Panzerarmee empfindliche Verluste zuzufügen. Die Panzergrenadiere waren somit gezwungen, auf dem Weg zur Zariza im Norden in explizit blutigen Straßen- und Häuserkämpfen Block für Block zu nehmen, wobei der Getreidespeicher zum größten Hindernis wurde. Aus Munitionsmangel auf Seiten der verteidigenden Marineinfanteristen wurden die von Stockwerk zu Stockwerk entstehenden Nahkämpfe im brennenden Getreidesilo häufig mit Messern, Gewehrkolben, Bajonetten und Klappspaten ausgetragen.
Die Erlebnisse der 29. Infanterie-Division (mot.) bei den Kämpfen um das Getreidesilo schildert der französische Schriftsteller und Historiker Raymond Cartier:

„Die Eroberung des großen Silos durch die 29. motorisierte Division war die erste jener unwirklichen Kampfszenen, die der Schlacht um Stalingrad ihren unvergleichlichen Charakter verleihen. Die Detonationen, die in dem enormen Betonklotz widerhallten, spannten die Trommelfelle bis zum Platzen. Der Bau, in dem sich Russen und Deutsche mordeten, war noch voller Getreide. Die Deutschen behielten die Oberhand. Mitte Oktober hatten sie im südlichen Sektor etwa zehn Kilometer Ufer zwischen Kuperowskoje und dem Ende der Treppenfluchten des Roten Platzes erobert.“

Dubjanskis Gardeschützen-Division bestand nur noch aus 700 Soldaten und hielt noch Teile der Konservenfabrik und einen 1,5 km breiten Streifen bis zum unteren Elschankafluss. Nördlich der Konservenfabrik wurde das 101. Gardeschützen-Regiment (nur noch 80 Soldaten) eingeschlossen, konnte jedoch ausbrechen und sich am Nordufer der Elschanka erneut zur Verteidigung einrichten. Obwohl die Gesamtanzahl der Rotarmisten in der Südstadt nur noch ca. 5000 Soldaten betrug, fügten sie ihrerseits den deutschen Angreifern schwere Verluste zu. Die starke Präsenz von Sturzkampfbombern machten groß angelegte Tagangriffe für die Rote Armee in dieser Phase nahezu unmöglich. Erst am 21. September zeigte der linke Flügel von Tschuikows 62. Armee durch die Fortschritte der 94. ID und 29. ID (mot.) Auflösungserscheinungen. Die Kampfstärke der Division betrug am 26. September 1942 drei mittelstarke (500–700 Mann) und drei durchschnittliche (400–500) Infanterie-Bataillone und ein starkes (600 und mehr) Pionier-Bataillon.
Am 29. September 1942 wurde die 29. ID (mot.) nach Beendigung ihres Kampfauftrages aus Stalingrad Süd abgezogen, um in ihren Verfügungsraum nach einer einwöchigen Ruhephase wieder in den Kampfeinsatz zu kommen. Am 29./30. September musste die 14. PD und 29. ID (mot.) in der Seenregion südlich von Stalingrad eine sowjetische Gegenoffensive der 51. und 57. Armee nördlich von Astrachan im rumänischen Sektor abwehren. Im Oktober 1942 war die 29. ID (mot.) die einzige deutsche Reserve in der Stalingrad-Region, konnte jedoch nicht mehr im Stadtgebiet eingesetzt werden, da sie in der Gegend um Beketowka (südlich von Kuperosnoe) Gegenoffensiven der 64. Armee auf einem 9 km langen Frontabschnitt verhindern sollte, welcher vom 25. Oktober bis zum 2. November 1942 erfolgte.
Für die Operation Hubertus im November 1942 sollten u. a. zwei Regimenter der 29. ID (mot.) bereitgestellt werden, die sich zu der Zeit als Reserve der 4. Panzerarmee in Gorodischtsche aufhielt. Paulus und Weichs kamen jedoch zum Schluss, dass man die letzte Reserve nicht abziehen könnte, ohne den Südabschnitt an die 64. Armee zu verlieren.
Die Division wurde im Kessel von Stalingrad vernichtet.

### Wiederaufstellung
Im März 1943 wurde die 29. Infanterie-Division (mot.) in Frankreich wiederaufgestellt und durch Umbenennung aus der 345. Infanterie-Division gebildet.

## 29. Panzergrenadier-Division
Am 23. Juni 1943 erfolgte die Umbildung der Division zur 29. Panzergrenadier-Division.

### Italien 1943
Nach der Landung der Alliierten auf Sizilien (Operation Husky) verteidigte sie die nördliche Route nach Messina. Von Juli 1943 bis Mai 1945 war die Division an der italienischen Front im Einsatz. Auf dem Festland bei Salerno (Operation Avalanche), Anzio (Operation Shingle) und San Pietro.

### Kriegsverbrechen in San Martino di Lupari
Auf dem Rückzug nach Norden verübten Teile der Division das Massaker von San Martino di Lupari.

### Kapitulation
Kurz vor Ende des Zweiten Weltkrieges kapitulierte die 29. Panzergrenadier-Division in Norditalien vor der britischen 8. Armee.

## Gliederung
- IR (mot.) 15
  - I. Btl.
  - II. Btl.
  - III. Btl. (Jäger-Bataillon aus der Tradition des kurhessisches Jäger-Btl. 11 „Marburger Jäger“)
- IR (mot.) 71
  - I. Btl.
  - II. Btl.
  - III. Btl.
- Kradschützen-Bataillon 29
- Artillerie-Regiment (mot.) 29 (IV. Btl.(schwere) = I.Btl./AR 65)
- Panzer-Abteilung 129
- Pionier-Bataillon (mot.) 29
- Panzerjäger-Abteilung 29
- Aufklärungs-Abteilung 29
- Infanterie-Divisions-Nachschubführer (motorisiert) 29
- Infanterie-Divisions-Nachrichten-Abteilung (motorisiert) 29

Für die Ersatzgestellung des Stabes war 1936 das Infanterie-Ersatz-Bataillon (motorisiert) 71, später Grenadier-Ersatz-Bataillon (motorisiert) 71, zuständig.
Veränderungen in der Gliederung der 29. ID (mot.) von 1936 bis zur Umbenennung in 29. PzGrenD 1943
| 29. ID am 6. Oktober 1936                                                           | 29. ID (mot.) 1942                                   | 29. PGD 1943                             |
| IR 15 (Stab, Btl. I.–III., Erg.) IR 71 (Btl. II., Erg.) IR 86 (Stab, Btl. I., III.) | IR (mot.) 15 IR (mot.) 71                            | GR (mot.) 15 GR (mot.) 71                |
|                                                                                     | Kradschützen-Bataillon 29                            |                                          |
|                                                                                     | Aufklärungs-Abteilung 29                             | Panzer-Aufklärungs-Abteilung 129         |
|                                                                                     |                                                      | Panzer-Abteilung 129                     |
| AR 29 (Stab, Abtl. II.–III.) AR (mot.) 65 (Abtl. I.)                                | AR (mot.) 29                                         | AR (mot.) 29                             |
|                                                                                     |                                                      | Heeres-Flak-Artillerie-Abteilung 313     |
| Panzerabwehr-Abteilung 29                                                           | Panzerjäger-Abteilung 29                             | Panzerjäger-Abteilung 29                 |
| Pionier-Bataillon 29                                                                | Pionier-Bataillon (mot.) 29                          | Pionier-Bataillon (mot.) 29              |
| Infanterie-Divisions-Nachrichten-Abteilung 29                                       | Infanterie-Divisions-Nachrichten-Abteilung (mot.) 29 | Panzergrenadier-Nachrichten-Abteilung 29 |
| Kraftfahr-Abteilung 9                                                               |                                                      |                                          |
|                                                                                     | Infanterie-Divisions-Nachschubführer (mot.) 29       | Panzergrenadier-Nachschubtruppen 29      |
|                                                                                     |                                                      | Feldersatz-Bataillon 29                  |

## Personen
| Dienstzeit                                | Dienstgrad      | Name                                            |
| ----------------------------------------- | --------------- | ----------------------------------------------- |
| Aufstellung bis 1. März 1938              | Generalleutnant | Gustav Anton von Wietersheim                    |
| 1. März 1938 bis 7. Mai 1940              | Generalleutnant | Joachim Lemelsen                                |
| 7. Mai bis 1. Juli 1940                   | Generalmajor    | Willibald Freiherr von Langermann und Erlencamp |
| 1. Juli 1940 bis 20. September 1941       | Generalmajor    | Walter von Boltenstern                          |
| 20. September 1941 bis 25. September 1942 | Generalmajor    | Max Fremerey                                    |
| 25. September 1942 bis Januar 1943        | Generalmajor    | Hans-Georg Leyser                               |
| 1. März bis 23. Juni 1943                 | Generalmajor    | Walter Fries                                    |

| Dienstzeit                                                                            | Dienstgrad     | Name                      |
| ------------------------------------------------------------------------------------- | -------------- | ------------------------- |
| 1938 bis 14. Juli 1939                                                                | Major          | von der Burg              |
| 15. Juli 1939 bis Dezember 1941                                                       | Oberstleutnant | Gerhard Franz             |
| Dezember 1941 bis 1942                                                                | Major          | Paul Müncheberg           |
| 1942 bis 24. Januar 1943 vermisst beim Ausbruchsversuch aus dem Kessel von Stalingrad | Oberstleutnant | Friedrich-Wilhelm Meisner |
| Neuaufstellung März 1943 bis Umbenennung                                              | Oberstleutnant | Georg Stuenzner           |

| Dienstzeit                     | Dienstgrad      | Name         |
| ------------------------------ | --------------- | ------------ |
| 23. Juni 1943 bis 5. März 1944 | Generalleutnant | Walter Fries |
| 5.–20. März 1944               | Oberst          | Hans Boelsen |
| 20. März bis 31. August 1944   | Generalleutnant | Walter Fries |
| 31. August 1944 bis Kriegsende | Generalleutnant | Fritz Polack |

| Dienstzeit                       | Dienstgrad     | Name            |
| -------------------------------- | -------------- | --------------- |
| Aufstellung bis September 1943   | Oberstleutnant | Georg Stuenzner |
| Oktober 1943 bis 25. April 1944  | Oberstleutnant | Heinrich Miller |
| 25. April bis 30. November 1944  | Oberstleutnant | Josef Moll      |
| 30. November 1944 bis Kriegsende | Major          | Walter Hofmann  |

## Auszeichnungen
Insgesamt wurden 29 Angehörige der 29. Infanterie- und Panzergrenadier-Division mit dem Ritterkreuz ausgezeichnet und 90 mit dem Deutschen Kreuz in Gold.
| Dienstrang           | Name                                   | Einheit                                          | Verleihungsdatum                 |
| -------------------- | -------------------------------------- | ------------------------------------------------ | -------------------------------- |
| Oberstleutnant       | Karl-August Pochat                     | Kommandeur Aufklärungs-Abtlg. 29 (mot.)          | 5. August 1940                   |
| Oberstleutnant       | Hans Hecker                            | Bataillonskommandeur PiBtl 29 (mot.)             | 5. August 1940                   |
| Oberst               | Walter Wessel                          | Regimentskommandeur IR 15 (mot.)                 | 15. August 1940                  |
| Generalmajor         | Willibald von Langermann und Erlencamp | Divisionskommandeur 29. ID (mot.)                | 15. August 1940                  |
| Major                | Günther Kratsch                        | Bataillonskommandeur I. Btl. (mot.)/AR 65        | 29. September 1940               |
| Oberstleutnant i. G. | Gerhard Franz                          | Ia 29. ID (mot.)                                 | 24. Juli 1941                    |
| Unteroffizier        | Oskar Albrecht                         | Geschützführer 14. Panzerjäger-Kp./IR 15 (mot.)  | 24. Juli 1941                    |
| Leutnant             | Wilhelm Henz                           | Führer 2. Kp./Kradschützen Btl. 29               | 8. August 1941                   |
| Generalmajor         | Walter von Boltenstern                 | Divisionskommandeur 29. ID (mot.)                | 13. August 1941                  |
| Oberst               | Wilhelm Thomas                         | Regimentskommandeur IR 71 (mot.)                 | 13. Oktober 1941                 |
| Hauptmann            | Freiherr Jürgen von Goerne-Plaue       | Kommandeur Aufklärungs-Abtlg. 29 (mot.)          | 20. Oktober 1941                 |
| Leutnant             | Hermann Ruppert                        | Zugführer 3. Kp./IR 15 (mot.)                    | 12. Januar 1942                  |
| Oberst               | Walter Wessel                          | Regimentskommandeur IR 15 (mot.)                 | 17. Feb. 1942, RK mit Eichenlaub |
| Generalmajor         | Max Fremerey                           | Divisionskommandeur 29. ID (mot.)                | 28. Juli 1942                    |
| Oberstleutnant       | Vitus Stürber                          | Führer GR 71 (mot.)                              | 29. Dezember 1942                |
| Leutnant             | Ludwig Hirschmann                      | Zugführer 11. Kp./AR 29 (mot.)                   | 19. Januar 1943                  |
| Oberstleutnant       | Walther Krüger                         | Regimentskommandeur GR 71 (mot.)                 | 27. August 1943                  |
| Oberst               | Fritz Polack                           | Regimentskommandeur AR 29 (mot.)                 | 27. August 1943                  |
| Hauptmann            | Karl-Heinz Holzapfel                   | Bataillonskommandeur PiBtl 29 (mot.)             | 11. September 1943               |
| Oberstleutnant       | Georg von Stünzner                     | Ia 29. Pz.Gren-Div.                              | 17. September 1943               |
| Oberst               | Max Ulich                              | Regimentskommandeur GR 15 (mot.)                 | 2. November 1943                 |
| Obergefreiter        | Ewald Scherling                        | MG-Schütze 9. Kp./GR 15 (mot.)                   | 26. Januar 1944                  |
| Generalleutnant      | Walter Fries                           | Divisionskommandeur 29. Pz.Gren-Div              | 29. Jan. 1944, RK mit Eichenlaub |
| Rittmeister          | Baron Ernst-Georg von Heyking          | Bataillonskommandeur III. Btl./GR 15 (mot.)      | 6. April 1944                    |
| Hauptmann            | Helmut Meitzel                         | Bataillonskommandeur II. Btl./GR 15 (mot.)       | 27. Juli 1944                    |
| Hauptmann            | Hans-Günther Doenicke                  | Bataillonskommandeur I. Btl./GR 71 (mot.)        | 27. Juli 1944                    |
| Generalleutnant      | Walter Fries                           | Divisionskommandeur 29. Pz.Gren-Div.             | 11. Aug. 1944, RK mit Schwertern |
| Oberleutnant         | Fritz Schmidt                          | Adjutant II. Btl./GR 15 (mot.)                   | 9. Dezember 1944                 |
| Hauptmann            | Hans Drexler                           | Kompaniechef 4. Kp./Panzeraufklärungs-Abtlg. 129 | 12. Januar 1945                  |

## Bekannte Divisionsangehörige
- Ottomar Hansen (1904–1993), war von 1961 bis 1964, als Generalmajor des Heeres der Bundeswehr, Befehlshaber im Wehrbereich IV
- Josef Moll (1908–1989), war von 1966 bis 1968, als Generalleutnant des Heeres der Bundeswehr Inspekteur des Heeres

## Kriegsverbrechen

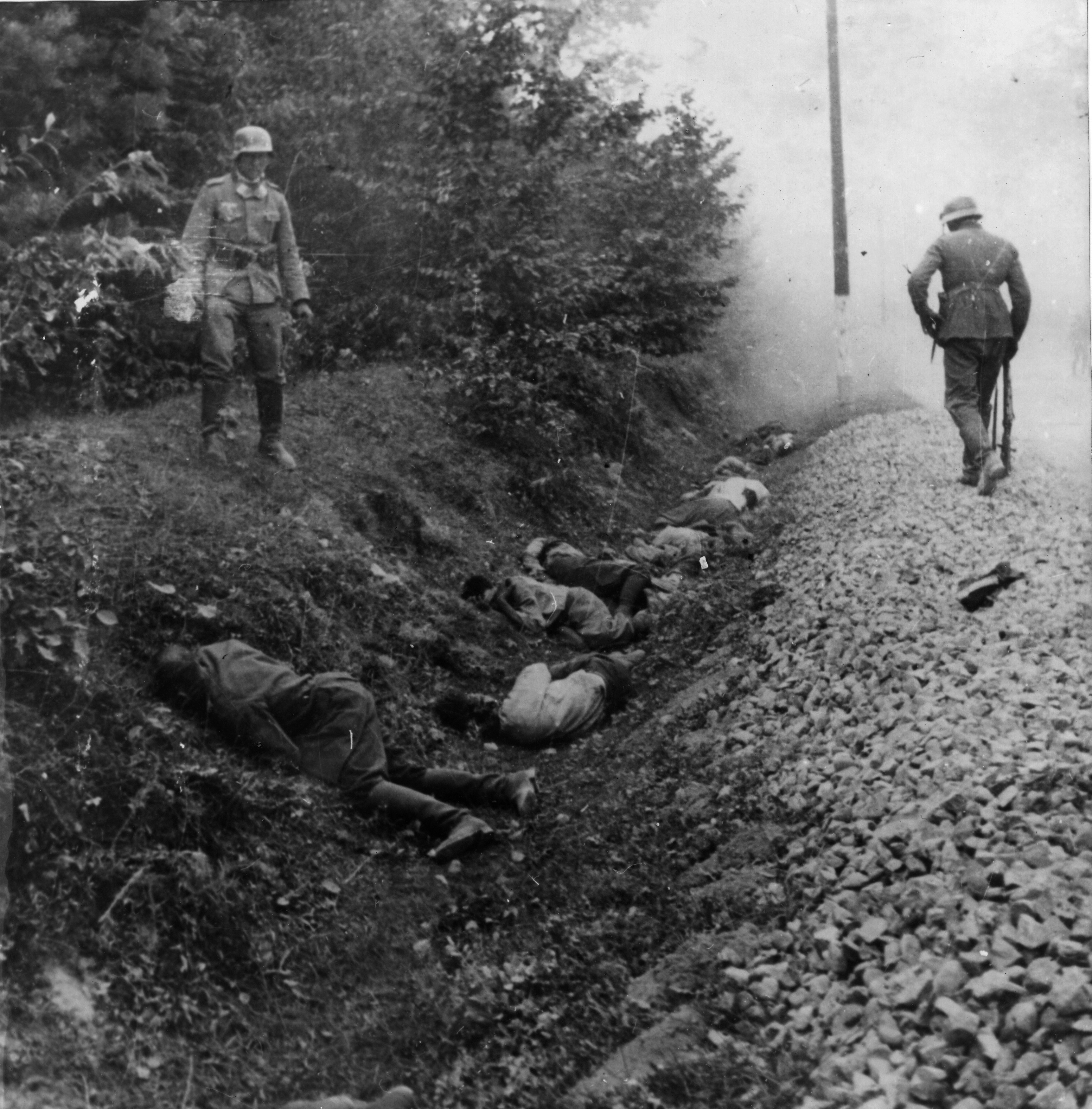
Polnische Kriegsgefangene exekutiert durch Soldaten des Infanterie-Regiment 15 der Division, Ciepielów, 9. September 1939

Am 8. September 1939 erschossen Soldaten des IR 15 unter dem Befehl von Oberstleutnant Walter Wessel bei Ciepielów (s. Massaker von Ciepielów) 300 Kriegsgefangene des polnischen 74. Infanterie-Regiments unter der Anklage der Partisanentätigkeit. Wessel verstarb am 20. Juli 1943 an einem Unfall während einer Inspektionsfahrt in Italien, gegen andere Mitglieder der Einheit wurde 1971 ein Prozess eröffnet, der aufgrund von mangelnden Beweisen wieder eingestellt werden musste.
In Italien waren Angehörige der Division in weitere Kriegsverbrechen verwickelt. So wurden kurz vor Kriegsende am 29. April 1945 125 Zivilisten im Massaker von San Martino di Lupari nördlich von Padua durch Angehörige der 29. Panzer-Grenadier-Division erschossen, darunter auch mehrere Frauen.
Laut des von der Deutschen Bundesregierung finanzierten und von einer Historikerkommission geleiteten Projekts Atlante degli Stragi Naziste e Fasciste in Italia (dt. Atlas der nazistischen und faschistischen Massaker in Italien), wurden im Zeitraum September 1943 bis April 1945 bei Massakern und Exekutionen in Italien etwa 180 Menschen von Angehörigen der Division getötet.

## Verweise